# Papenholz
Papenholz ist ein Ortsteil des Wittener Stadtteils Heven. Er hatte am 31. Dezember 2015 insgesamt 67 Einwohner. Papenholz liegt im Norden der Stadt und grenzt direkt an den Bochumer Stadtteil Langendreer (Ortsteil: Kaltehardt). Abgesehen von einem der letzten Bauernhöfe Wittens befindet sich in dem Ortsteil keinerlei Industrie oder Handwerk. Da zwischen Heven und Papenholz ein kleiner Wald liegt und Bochum-Kaltehardt den Ortsteil nicht mitversorgt, ist/war Papenholz nicht an die Kanalisation angeschlossen. An seinem Rand verläuft die A 44.

## Geschichte
Im Mittelalter gehörte das Gebiet der Römisch-katholischen Kirche. Ihm verdankt es seinen ursprünglichen Namen Popenholz (Pope ist eine Verballhornung des Begriffs Pastor). Bis 1929 gehörten Teile des Waldes noch zu Langendreer, im Zuge der Gemeindereform von 1929 wurde es fast ganz der Stadt Witten übertragen.